# Thibaut de Blazon
Thibaut de Blazon, Blaison, o Blason (mort després del març de 1229) va ser un noble poiteví o angeví, croat i trober. Era d'una família amb terres a Blason i Mirebeau. Onze poemes —un de controvertit i un altre definitivament espuri— s'han atribuït a Thibaut als chansonniers. Terence H. Newcombe, el seu editor modern, també li ha atribuït tres cançons anònimes més.

## Biografia
Thibaut era el senescal de Poitou i el seu oncle era Maurici, bisbe de Poitiers. El 1214 Thibaut va ajudar a negociar una treva entre Felip II de França i Joan d'Anglaterra.
El 1212 va participar en la Península Ibèrica en les lluites contra Al-Àndalus sota la bandera d'Alfons VIII de Castella i va ajudar a prendre Calatrava. El 1218 es trobava entre els croats que van assetjar Tolosa durant la croada albigesa.
Apareix al costat del trobador Amauri de Craon en un document de 1219. Va assistir a la coronació de Lluís IX el 1226, juntament amb el trouber Hue de la Ferté. Teobald I de Navarra, també trober, va dedicar la cançó De ma dame souvenir a Thibaut i també va utilitzar els Amours, que porra devenir de Thibaut com a model per a un poema religiós propi. Gautier d'Espinal també va agafar prestada la melodia d'Amours per a una peça.

## Obra
El petit grup d'una dotzena de poemes o cançons que ens han arribat d'ell va ser escrit en francià, amb traces de peitoví i altres parles veïnes:
- Amours, que porra devenir
  - Model per a De chanter ne me puis tenir (Teobald I di Navarra) i Se par force de merci (Gautier d'Espinal, només la música)
- Bien voi que ne puis morir
- Bon jour ait hui cele a cui sui amis (senza musica)
- Chanter et renvoisier seuil
  - Contrafactum és Pour mon chief reconforter (Gautier de Coinci)
- Chanter m'estuet, si crien morir
- Huimain par un ajourant
- Le miens chanters ne puet mais remanoir
- Quant je voi esté venir
- Quant se resjouissent oisel (sense íusica)

Discutit
- Bien font Amours lor talent
  - Contrafactum és C'est en mai, au mois d'esté (anònim)

Atribuïts (anònim al MSS)
- Avant ier me chevauchoi (motet no.402)
- Avant ier me chevauchoie (sense música)
- En avril au tens nouvel